# Sheek
 (mai 2020).
Si vous disposez d'ouvrages ou d'articles de référence ou si vous connaissez des sites web de qualité traitant du thème abordé ici, merci de compléter l'article en donnant les références utiles à sa vérifiabilité et en les liant à la section « Notes et références ».
Bruno Mastriana, dit Sheek, né en 1970[réf. nécessaire], est un artiste hip-hop, graffeur et beatboxeur français.

## Biographie
Sheek découvre le rap en 1980. Il rappe sur scène pour la première fois en 1986, dans le groupe RéALITé (composé de Sheek, Noël, Richy et DJ Jo), groupe qui sera refondu en Nec + Ultra avec le départ de DJ Jo qui composera les premières instrus d'Assassin.
En 1984, il découvre le human beatbox. L'année d'après, il fera son premier beatbox sur scène, pour soutenir une improvisation de Destroy Man et Jhonygo. Dans The Zulu Letter (premier fanzine hip-hop), il est nommé par vote meilleur human beatbox, en 1988 et en 1989 (avec 98 % des suffrages). En 1984, il pose son premier graffiti. Il rentre en 1985 dans le crew The Crime Gang (TCG), composé alors de Kaze, Reen, Ekinox, et Dozer.
En 1989, les Nec + Ultra réalisent leur première - et unique - sortie chez Polydor avec le maxi Je Rap' (dont le titre sera repris plus tard par les Suprême NTM dans une attaque envers les Nec + Ultra, sur la compilation Rapattitude). Nec + Ultra est déclaré vainqueurs ex-æquo avec les Timides et Sans Complexe dans la catégorie 'meilleur rappeur', dans 'The Zulu Letter', la même année. Il fait partie, dès sa création fin 1986, début 1987, des B.O.S. (Boss of Scandal(z) - nom repris ensuite par DJ Spank et Joey Starr pour leur label B.O.S.S.[réf. nécessaire]), un crew formé par la fusion des TCG et des BBC (Bad Boys Crew). Il fait également partie des NTM à la création du groupe, des KOP (Kontrol of Paris - formé par les TCG, Meo et Joey) et, plus tard, des 156 (crew international de JonOne). Au début des années 1990, il décide, avec les Nec + Ultra, de s'extraire de l'univers 'hip hop', qu'il considère en « pleine décrépitude »[réf. nécessaire].
En 2000, il met à disposition gratuitement sur Internet un album regroupant des créations de 1987 à 1989. Après une pause en 2001 à la suite de l'effacement de son site par son hébergeur pour propos diffamatoires, il met en ligne en 2002 cinq nouveaux albums. En 2005, il posera un beatbox pour la chanson Do the Right Thing sur laquelle pose le rappeur Shaolin, dans la compilation À l'instinct volume 2.

## Discographie

### Album collaboratif
- Je rap' (maxi ; avec Nec + Ultra)

### Apparitions
- Do The Right Thing (avec Shaolin)
- Diverses collaborations avec le groupe Rapaces